# 羽叶楸属
羽叶楸属（学名：Stereospermum）是紫葳科下的一个属，为乔木植物。该属共有约24种，分布于热带亚洲和非洲。